# ダラ・オブリエン
ダラ・オブリエン（Dara Ó Briain [ˈd̪ˠaɾˠə oː ˈbʲɾʲiənʲ], 1972年2月4日 - ）はアイルランド出身のスタンドアップ・コメディアン、司会である。
『The Panel』『Mock the Week, Dara Ó Briain』などで司会を務める傍ら、『Don’t  Feed the Gondolas』『Have I Got News For You』などに出演している。スタンドアップ・コメディアンとしてツアーも行っている。
英語の他にアイルランド語も流暢に話す。

## 生い立ち
1972年2月4日にウィックロー県ブレイにて生まれる。アイルランド語で授業が行われるダブリン市南部のColáiste EoinとGaelcholáisteを修業した後、ユニバーシティ・カレッジ・ダブリンにて数学と理論物理学を専攻した。

## 来歴
大学卒業後、アイルランド放送協会にてアイルランド語・英語で放送されたバイリンガル教育番組『Echo Island』の司会に就任。同時にスタンドアップ・コメディアンとしての活動も始める。スタンドアップ・コメディアンとして駆け出しの頃、度々観客の入りが少ないなど苦難もあった。